# إير جير
إير جير (باليابانية: エア・ギア، بالروماجي: Ea Gia) (بالإنجليزية: Air Gear) هي سلسلة مانغا يابانية من تأليف أوه! غريت، نشرت من قبل كودانشا في مجلة شونن الأسبوعية في 6 نوفمبر عام 2002 حتى 28 مايو عام2012، وتكونت من 37 مجلدًا، اقتبست إلى أنمي تلفزيوني من قبل استوديو توي أنيميشن، عرض الأنمي في 4 أبريل عام 2006 واستمر عرضه حتى 26 سبتمبر عام 2006، وتكون 25 حلقة + 1 خاصة.

## القصة
تدور أحداث القصة عن إيكي هو فتى متهور في المرحلة المتوسطة، يعيش في زمن انتشرت فيه زلاجات ال A-T في جميع أنحاء العالم، وتم تشكيل عصابات تتنافس باستخدام زلاجات الA-T.

## الشخصيات
إيتسوكي مينامي (إيكي) (باليابانية: 南 樹، بالروماجي: Minami Itsuki)
مؤدي الصوت: مينتا كاماكاري
نوبوهيكو أوكاموتو (أوفا)
كازوما ميكورا (باليابانية: 美鞍 葛馬، بالروماجي: Mikura Kazuma)
مؤدي الصوت: كين
ميو إيرينو (أوفا)
إيسا ميهوتوكي (بوتشا) (باليابانية: 御仏 一茶، بالروماجي: Mihotoke Issa)
مؤدي الصوت: هيتوشي بيفو
كينتا مياكي (أوفا)
أونيغيري (باليابانية: オニギリ، بالروماجي: Onigiri)
مؤدي الصوت: ماسامي كيكوتشي
شينتارو أوهاتا (أوفا)
أكيتو وانيجيما (باليابانية: 鰐島 亜紀人، بالروماجي: Wanijima Akito)/ أغيتو وانيجيما (باليابانية: 鰐島 咢، بالروماجي: Wanijima Agito)
مؤدية الصوت: كوكورو كيكوتشي
ريوكو شيرايشي (أوفا)
إميري أداتشي (باليابانية: 安達 絵美理، بالروماجي: Adachi Emiri)
مؤدية الصوت: شوكو إيشي
يو كوباياشي (أوفا)
يايوي ناكاياما (باليابانية: 中山 弥生، بالروماجي: Nakayama Yayoi)
مؤدية الصوت: ريكو يوشيموتو
ساوري هايامي (أوفا)

## وصلات خارجية
- موقع الأنمي الرسمي
- إير جير عند فنميشن

- إير جير على موقع ANN manga (الإنجليزية)